# Biblioteca Virgilio Barco
La Biblioteca Pública Virgilio Barco es una biblioteca en el occidente de Bogotá que hace parte de BibloRed, la Red Distrital de Bibliotecas Públicas de Bogotá. Fue diseñada por el arquitecto Rogelio Salmona como parte del Parque Metropolitano Simón Bolívar. Tiene un área de 14 hectáreas. Se inauguró el 21 de diciembre de 2001. Debe su nombre al presidente Virgilio Barco Vargas.

## Arquitectura
El edificio de la biblioteca lo diseñó Rogelio Salmona, también autor de las Torres del Parque, el edificio del Archivo General de la Nación, la casa de Gabriel García Márquez en Cartagena, el edificio de Posgrados de Ciencias Humanas de la Universidad Nacional, entre otras.

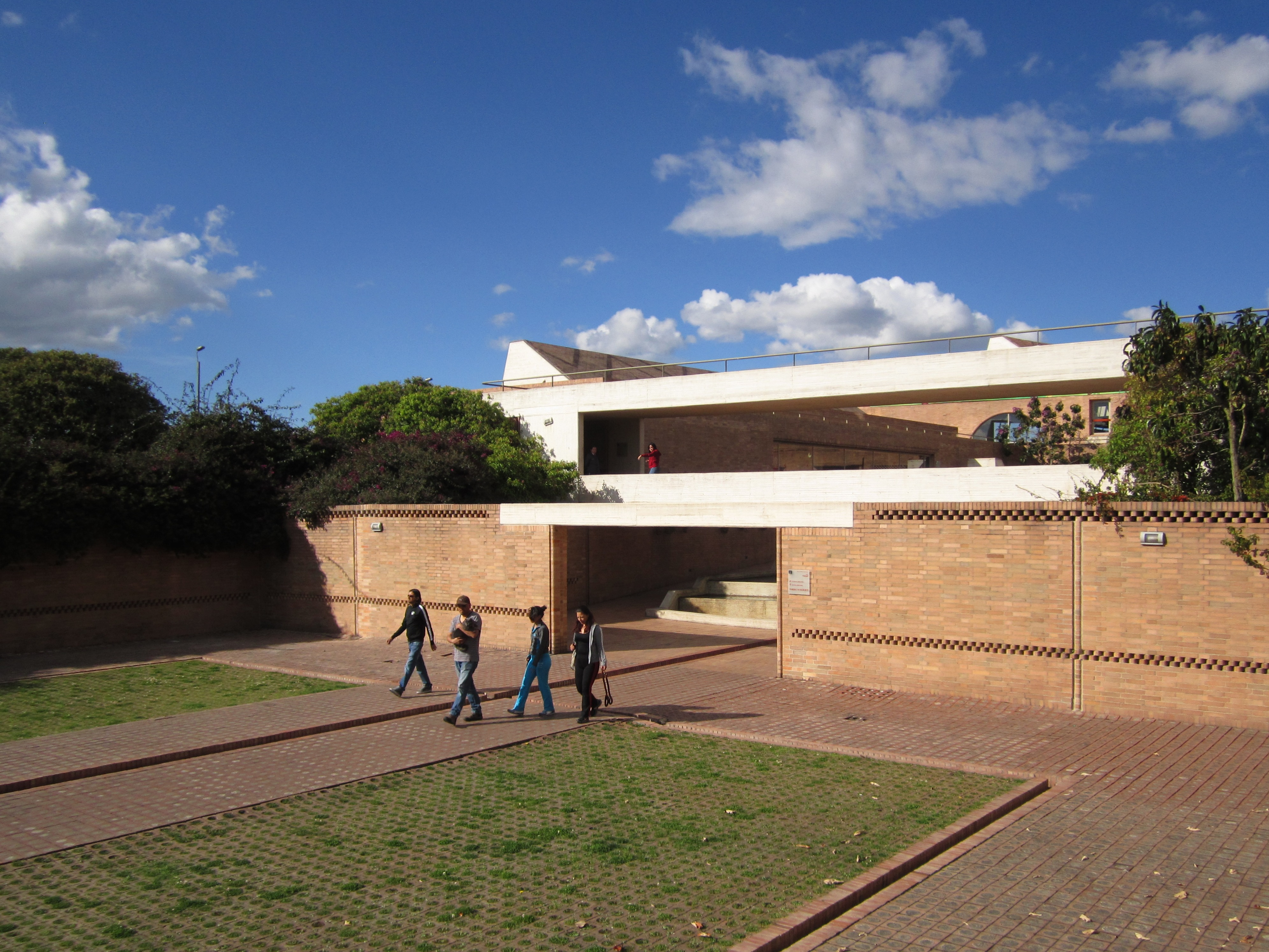
Entrada de la biblioteca.

Para la construcción tuvo en cuenta que esta y el espacio público se condicionaran el uno al otro, conformando una serie de valores geográficos, paisajísticos, históricos y vivenciales.

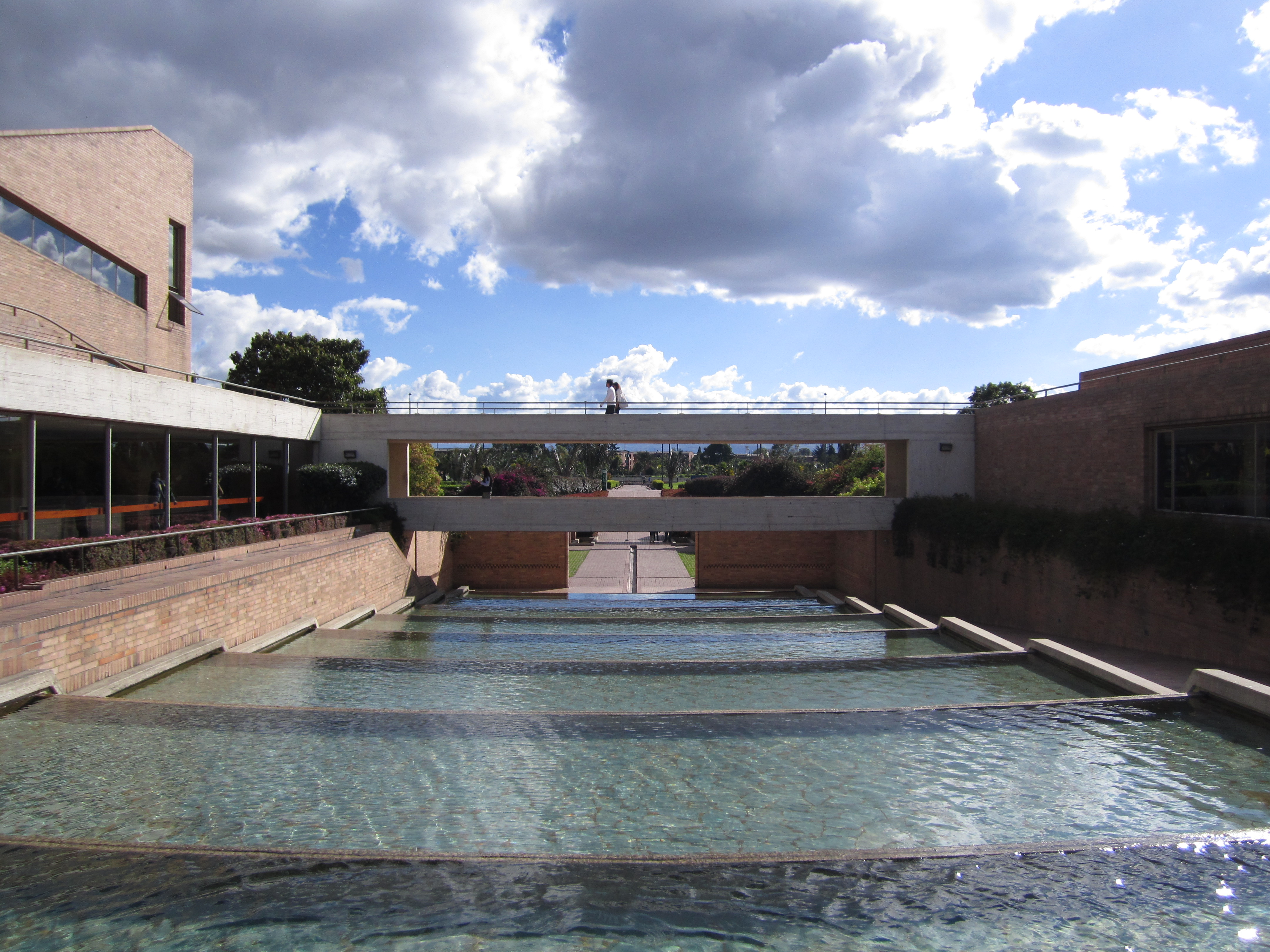
Fuente en el acceso principal.

El diseño presenta una estructura circular, tiene tres pisos. Sin embargo, desde el exterior luce como una estructura de baja altura, que se integra a los cerros orientales de Bogotá.

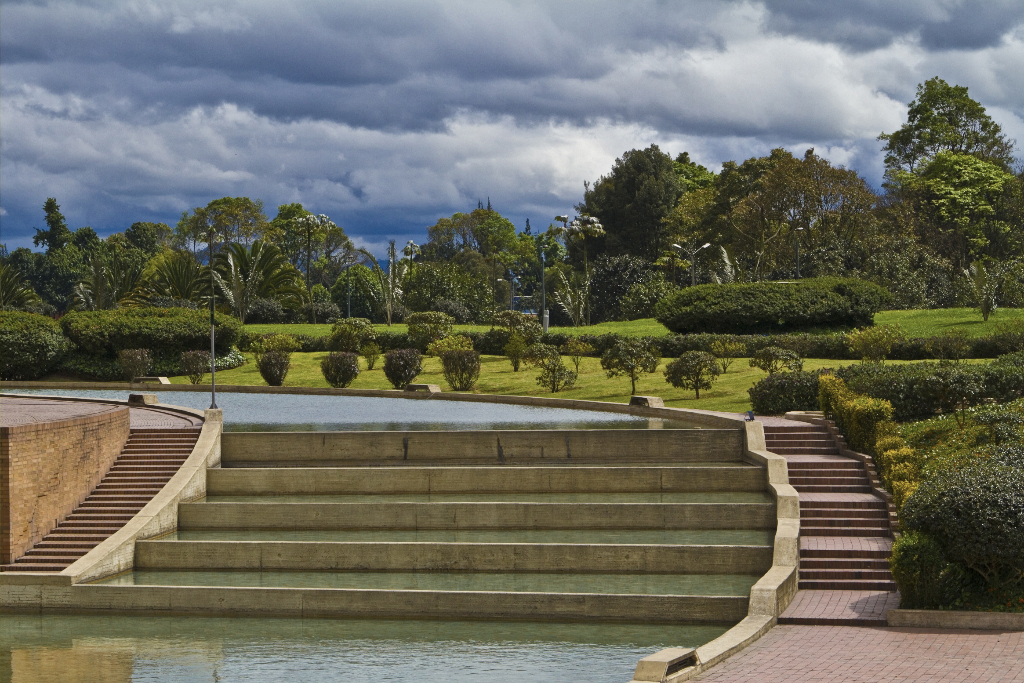
Fuente en la parte trasera de la biblioteca Barco.

Un sistema de rampas internas y externas de ascensos leves permite la comunicación de sus diferentes espacios, prolongándose al exterior para ofrecer un recorrido placentero por terrazas interconectadas que permite a los visitantes tener una vista panorámica de la ciudad.
Sus techos están cubiertos por baldosas cerámicas que evocan las ánforas de la cultura precolombina quimbaya.
Su presupuesto fue de 16.000 millones de pesos para un área total de 38.816 metros cuadrados y una área construida de 16.000. Cuenta con 150.000 volúmenes entre libros, tabletas, libros digitales y material audiovisual. Los espacios agradables y la programación variada e innovadora, despierta en los niños, jóvenes, adultos y adultos mayores un interés particular por la lectura, la escritura y las manifestaciones artísticas.

## Salas
En la sala general se encuentran servicios de consulta en todas las áreas del conocimiento, la cual se encuentra organizada con el sistema Dewey de clasificación. Cuenta con 640 puestos de lectura.
La sala infantil tiene como objetivo fomentar la lectura y la investigación en los niños y niñas, promoviendo la integración familiar y los hábitos de lectura a través de las diferentes colecciones y servicios. Tiene una sala de lectura para bebés y ludoteca, orientada a niños desde los 0 a los 12 años. Cuenta con 20 puestos de lectura.
La sala Bogotá es un espacio propicio para el desarrollo de cultura ciudadana, gracias a su colección especializada de Bogotá y Cundinamarca. El material bibliográfico está a disposición de todo aquel que quiera consultar sobre temas económicos, cívicos y sociales, históricos, urbanísticos, ambientales, políticos y legislativos de la ciudad y sobre entidades distritales.
La sala de videoteca y fonoteca está especializada de consulta de materiales en video. La colección braille cuenta con una colección en formato Braille y macrotipo. Cuenta con 29 puestos.
Los servicios de circulación y préstamo incluyen afiliación, préstamo externo, buzón de devolución, máquina de autopréstamo por parte de la red de bibliotecas Biblored.
Mediante los servicios de extensión bibliotecariala biblioteca atiende a las poblaciones o comunidades que no pueden acceder físicamente a ella, o forman parte de grupos minoritarios: discapacitados, recluidos, desplazados e indigentes. Estos son el libro viajero, con maletas o cajas viajeras que contienen entre 20 y 100 ítem seleccionados según las necesidades de información de cada institución que solicite el préstamo de la misma. Cada maleta o caja permanecerá en la institución beneficiada por dos meses.

## Programas

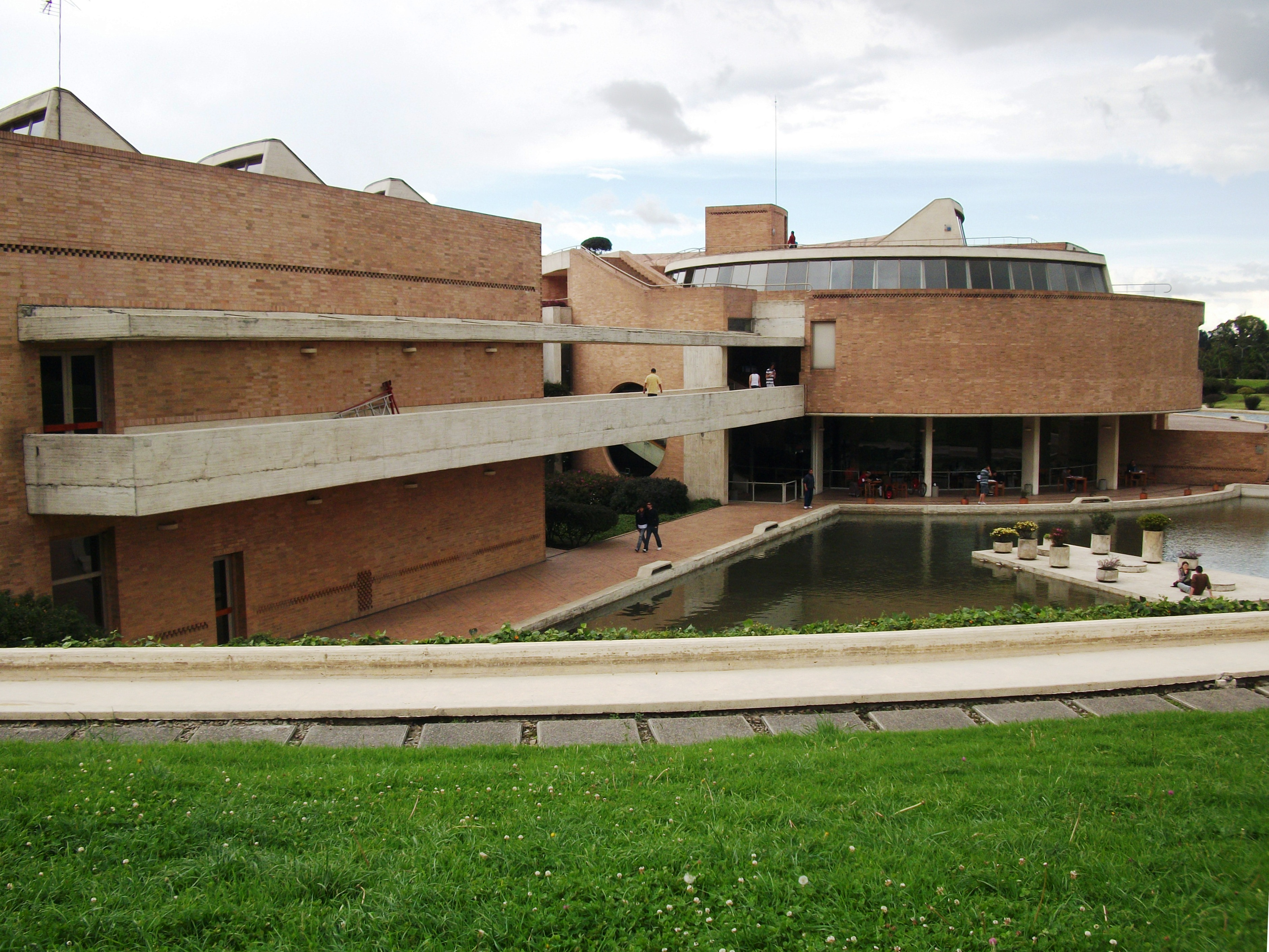
Parte posterior.

La biblioteca cuenta con programas de formación de usuarios, como el Club de Amigos de la Biblioteca, para la formación secuencial y sistemática en uso y aprovechamiento de la biblioteca pública dirigido a usuarios en las diferentes edades. En estos programas también se ha de buscar la conformación de grupos o colectivos que se apropien del sentido de la biblioteca.
El Biblioteca Literatura y Escuela les da atención a los colegios distritales con componentes como el reconocimiento de la Biblioteca, acercamiento al material de referencia y documental, Promoción de lectura. 
Las visitas guiadas permiten conocer los espacios, servicios, programas y actividades culturales, que ofrece la biblioteca, para que los ciudadanos accedan a estos, de manera libre, autónoma y mucho más productiva.

### Promoción de lectura y escritura
- Café literario: Este tipo de actividad permite a los lectores participar de un proceso de socialización de la lectura. El compartir opiniones hace posible hablar de lecturas críticas y de lectores activos, es decir que pueden exponer opiniones frente a lo leído.Escultura de Eduardo Ramírez Villamizar.

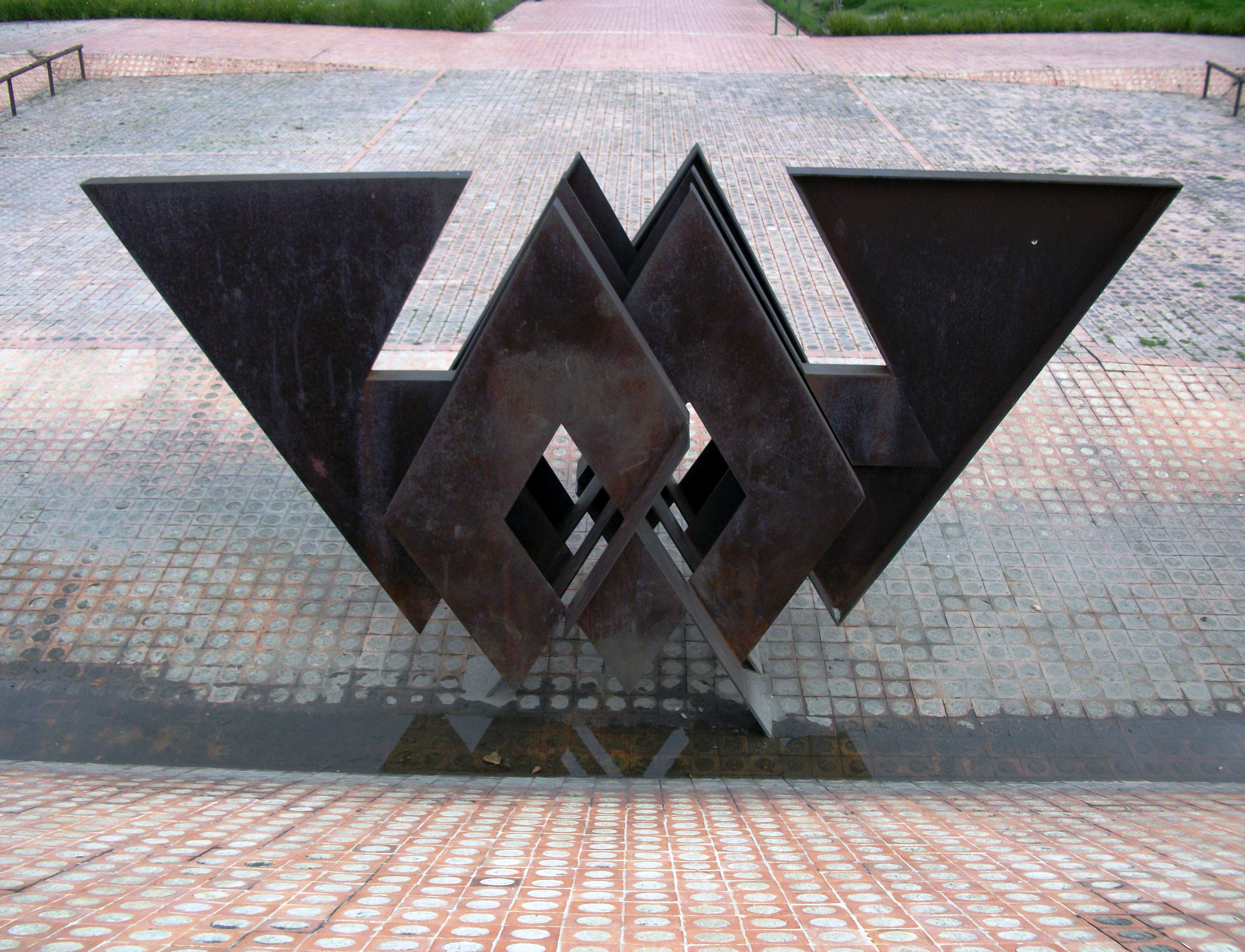
Escultura de Eduardo Ramírez Villamizar.

- Creación de textos: Taller de escritura creativa en el cual los participantes realizan sus propios escritos, a partir del análisis de obras de autores famosos y de técnicas básicas, necesarias al momento de escribir.
- Creación literaria: Taller de creación literaria en el que se busca generar un espacio de reflexión crítica en torno a la literatura, encaminada a que exista una producción literaria de calidad por parte de los asistentes.
- Escribir para el uso de la información: Talleres prácticos de elaboración de resúmenes, reseñas, referencias bibliográficas.Jóvenes y la literatura: Programa de promoción de lectura en el cual los jóvenes asistentes tiene una aproximación a las prácticas de lectura y escritura creativas, a través de la exploración de obras literarias, música, imágenes, conversación abierta.
- Leer en familia: Espacio de lectura en familia en donde se recomiendan actividades y lecturas para el fomento de la lectura en el hogar, en donde padres y niños disfruten y compartan la mejor selección de libros en familia.
- Rincón de los Abuelos: Espacio dirigido a la comunidad de adultos mayores que brinda apoyo a sus necesidades de información, lectura, desarrollo de la creatividad y recreación.

### Programas de extensión bibliotecaria
- Leyendo en el Hospital: Actividad de animación de lectura que busca ofrecer a los niños, jóvenes y adultos que se encuentran en el hospital, un espacio para compartir diversas culturas. La lectura allí es un elemento humanizador que intenta contrarrestar el sufrimiento o la invalidez.
- Lectura Sin Barreras: Actividad de promoción de lectura dirigida a hombres y mujeres internos en cárceles y penitenciarias, contribuye a la resocialización de los reclusos mediante programas que permitan entender la lectura como un influencia positiva para el aumento de su nivel cultural e intelectual, preparándose para la inserción a la sociedad.
- Un encuentro con las Palabras: Actividades de promoción de lectura dirigidas a niños, jóvenes y adultos que se encuentran temporal o permanentemente en situación de vulnerabilidad.

## Bibliografía

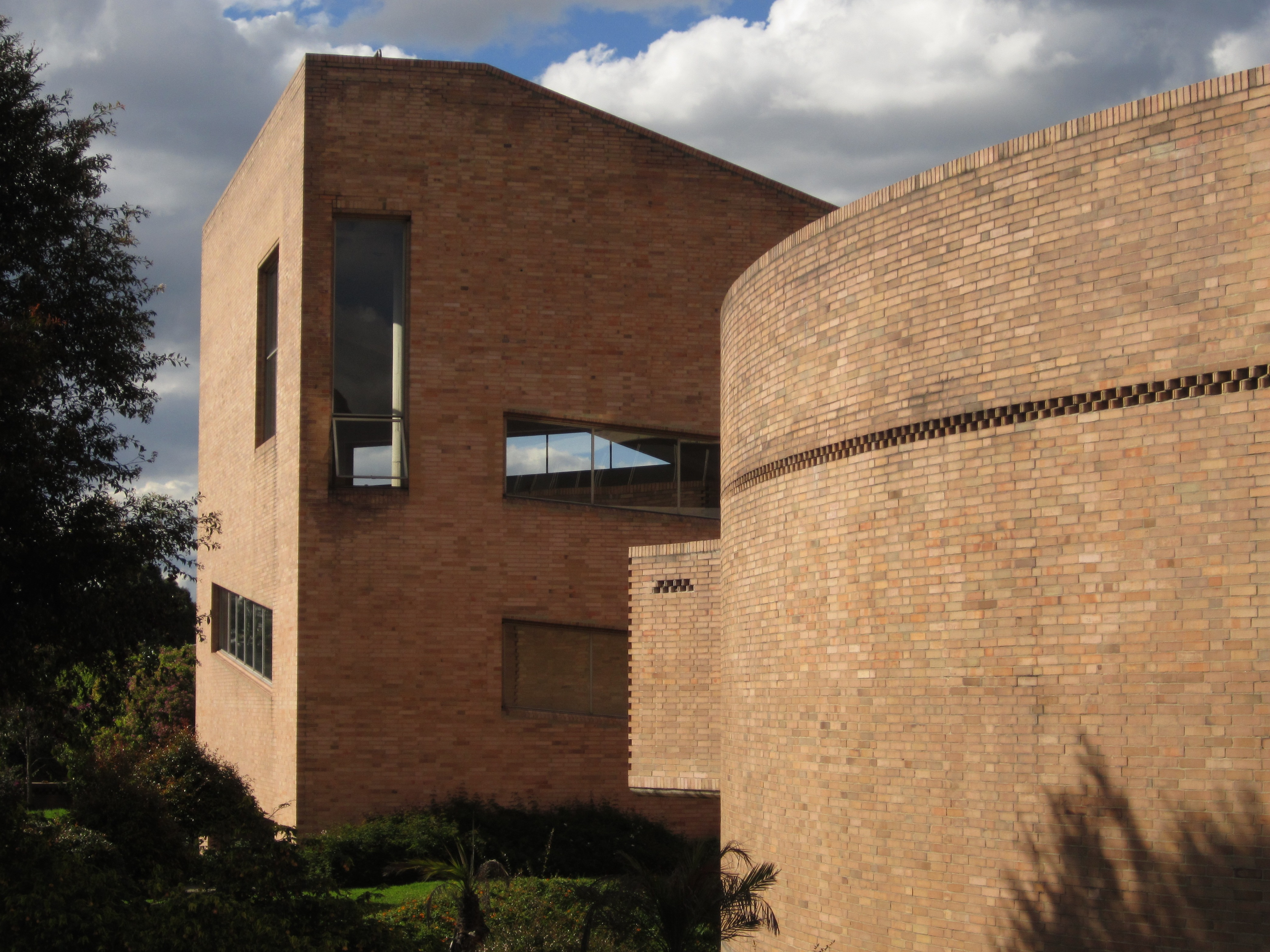
Costado sur.